# Clásico Metropolitano
El Clásico Metropolitano es el partido en el que se enfrentan los clubes más importantes y populares del área metropolitana del Departamento Central de Paraguay, el Club Sportivo Luqueño y el Club Sportivo San Lorenzo.
Al ser equipos de ciudades vecinas y habituales en la Primera División de Paraguay, han forjado una de las mayores rivalidades del fútbol paraguayo, que ha perdurado a lo largo de los años.
El Club Sportivo Luqueño es el único de los dos equipos que ha logrado ser campeón de la Primera División de Paraguay (1951 y 1953). 
Mientras tanto, el Club Sportivo San Lorenzo, aunque no ha obtenido ningún título de Primera División, se ha consagrado en siete ocasiones como campeón de la División Intermedia, convirtiéndose en uno de los equipos más exitosos en dicha categoría.

## Historia

### Inicios (1921-1949)
El 1 de mayo de 1921 al fusionarse los tres clubes en uno solo, se originó "El Club Sportivo Luqueño". El primer presidente del club fue Celestino Agüero y el capitán fue Feliciano Cáceres.
Comenzó a participar en la segunda división el mismo año, siendo campeón ya en su tercera incursión (1924), por lo que ascendió al año siguiente a la Primera División de Honor. Con esto reafirmaría su estatus de primer club del interior en lograr este mérito, pues el Marte Atlético (predecesor) lo hizo en 1917.
El 17 de abril de 1930, se forma el Tacuary Sport en el domicilio del señor Félix Rolón y la Comisión Directiva estuvo encabezada por el señor Damaso Fernández. El 25 de noviembre de 1930 pasa a denominarse Sportivo Villa Cálcena en homenaje al señor Gregorio Cálcena, quien donó el predio para la cancha de la entidad.
Como consecuencia de la Guerra del Chaco, la actividad deportiva san lorenzana había desaparecido completamente y una vez terminada la contienda, un grupo de deportistas de San Lorenzo se agrupó para formar lo que más adelante sería el Sportivo San Lorenzo. Siendo necesaria la reactivación de la práctica del fútbol, se reúnen en asamblea el 16 de agosto de 1936 y resuelven constituir la entidad denominada Sportivo San Lorenzo; por unanimidad se toma como antecedente referencial e histórico al Tacuary Sport, cuya fecha fundacional fue el 17 de abril de 1930, remarcando que dicha asamblea es convocada para otorgar nueva denominación y designar a las personas responsables para su conducción.
En 1949, a los diecinueve años de su fundación, el club fue afiliado a la entonces denominada Liga Paraguaya de Fútbol hoy A.P.F., haciendo que el Club Sportivo Luqueño y el Club Sportivo San Lorenzo se enfrentaran por primera vez en el Campeonato Paraguayo de Fútbol 1950

### Época dorada del Sportivo Luqueño (1950-1953)
El día domingo 14 de octubre de 1951, faltando dos fechas para terminar el campeonato oficial, el Sportivo Luqueño por primera vez conseguía el propósito de muchas generaciones: ser campeón, de la mano de su DT, el italiano Vessilio Bártoli y sus jugadores Riquelme, Moreno y Leguizamón, Sanabria, Fleitas y Ortiz, Lugo, Romero, Parodi, Cristaldo y Ojeda.
El domingo 8 de noviembre de 1953, el Sportivo Luqueño se consagró nuevamente campeón del fútbol paraguayo, otro galardón más en su marcha nuevamente de la mano del italiano Vessilio Bártoli.

### Ascensos y descensos (1955- actualidad)
Sportivo Luqueño sufrió su primera gran decepción en 1955, cuando tuvo que descender. Sin embargo, retornó a Primera División tras solo un año de ausencia. En 1963, volvió a descender, pero nuevamente salió campeón al siguiente año. No obstante, perdió la promoción contra el Club Libertad y permaneció en Segunda División hasta su regreso en 1968, al lograr su cuarto campeonato en esa categoría.
Desde 1969, Sportivo Luqueño ha mantenido su lugar en Primera División y ha participado en varias competencias internacionales. Sus logros locales más destacados son los subcampeonatos obtenidos en 1975, 1983, 2001 y 2007.
En el 2021, volvería a la División Intermedia (mismo año donde cumplió 100 años) luego de perder la promoción ante el Club Sportivo Ameliano. Ascendería nuevamente a la Primera División para el 2023 luego de quedar vicecampeón de la Intermedia 2022.
Varias veces regresó a la Segunda División, para volver a ascender a Primera División siempre como campeón de ascenso en los años 1953, 1960, 1984 y 1987.
En 1994, el Club Sportivo San Lorenzo una vez más se consagró campeón de Ascenso y permaneció en Primera División desde 1995 hasta su nuevo descenso en la Temporada 2003. Al inicio del siglo XXI, el Sportivo San Lorenzo, debido a deficientes administraciones, en años consecutivos descendió dos categorías, en el 2003 descendió a la Segunda División y en el 2004 de esa categoría descendió a la Tercera División, penúltima categoría del fútbol paraguayo. Militó en dicha categoría por cinco años y, aunque siempre logró ubicarse entre los primeros puestos, incluso logrando el subcampeonato en la temporada 2007, no logrando el ansiado ascenso hasta la temporada 2009, en la que obtuvo el título de campeón de la Primera División B y, por consiguiente, el ascenso a la División Intermedia, categoría previa a la principal.
En la penúltima fecha del campeonato de la Primera División B, el 30 de agosto del 2009, el Sportivo San Lorenzo estableció un récord de recaudación para esa tercera categoría del fútbol paraguayo con 21 920 000 guaraníes por 2192 boletas vendidas.
En la temporada 2010 de la División Intermedia el Club Sportivo San Lorenzo luchó hasta las últimas fechas por lograr el ascenso a la Primera División pero tuvo que conformarse con el tercer puesto (ascendían los dos mejores).
En la temporada 2014 bajo la presidencia de Brígido Nuñez, se designa como director técnico a Humberto Ovelar y como ayudante técnico al ex seleccionado mundialista albirrojo Julio César Enciso. El Club Sportivo San Lorenzo aseguró el ascenso a la máxima categoría del fútbol paraguayo, tras vencer en la vigésimo novena fecha como visitante por 1 a 0 al Sportivo Iteño (tercero en la tabla de posiciones en ese momento) con gol de Joel "Kuka" Román.
A mediados de diciembre de 2014, se iniciaron los trabajos para el Torneo Apertura 2015. Fue reconfirmado el cuerpo técnico con el D.T. Humberto Ovelar al frente del mismo, Julio César Enciso (ayudante técnico), Gustavo Galeano (preparador físico), Remigio Espinoza (preparador de arqueros). El club tuvo una paupérrima campaña en el Torneo Apertura, logrando solo dos victorias en 22 partidos, el cambio de D.T. fue la constante, tras la sexta fecha Humberto Ovelar (2 empates, 4 derrotas) renunció y en su reemplazo fue contratado César Castro.
En el Torneo Clausura con Héctor Marecos como D.T., el equipo mostró una leve mejoría, pero aun así se mantuvo hundido en la tabla de promedios, por lo que en la fecha 17 (faltando 5 jornadas para la conclusión del campeonato), se concretó su descenso a la División Intermedia (Segunda División). De esta manera por primera vez en su historia el club descendió al año de haber logrado el ascenso.
El club inició en enero sus actividades de cara a la temporada 2016 en su retorno a la Segunda División, con varias bajas en el plantel, se potenció una base con jugadores de la casa.
A finales de agosto asumió Blas Romero como entrenador, para enfrentar las 6 fechas restantes y tomando al Club Sportivo San Lorenzo en zona de descenso, del cual no pudo salir y en la fecha 29 a falta de una fecha para la conclusión del campeonato el club descendió a la Tercera División.
En enero de 2017 se inició los trabajos de pretemporada de cara a su retorno a la Tercera División, fue presentado como entrenador del club el uruguayo Sergio Orteman, finalmente San Lorenzo logró el título y el ascenso a la Segunda División en la última fecha (34), tras una campaña en la que solo perdió 3 partidos. Fue el segundo título del club en la Tercera División.
En 2024 el equipo sigue en la División Intermedia.

### Batalla Campal (2001)
El 14 de octubre de 2001, los equipos de Sportivo Luqueño y San Lorenzo disputaban un caldeado clásicoen el Feliciano Cáceres, lugar en el cual ambos equipos fueron parte de una de las peleas más grandes del fútbol paraguayo.
Todo comenzó debido a los camilleros poco coordinados del Sportivo Luqueño, quienes tropezaron mientras llevaban al costado de la cancha al delantero Gerardo Traverso. Tras la caída los jugadores del Club Sportivo San Lorenzo quedaron indignados porque pensaban que echaron al jugador a propósito y comenzaron a discutir con los jugadores del Club Sportivo Luqueño. El inicio de la batalla campal se dio entre Pánfilo Escobar y Ariel Aldama, ambos jugadores fueron sancionados 30 meses, mientras que Diego Martínez también recibió una suspensión de 20 meses, todas ellas apeladas.

### Últimos Años
En el año 2022, fue el último año en el que se enfrentaron, el Sportivo Luqueño venía de descender a la División Intermedia, categoría en la que permanecía el Sportivo San Lorenzo.
El Club Sportivo San Lorenzo sacaría ventaja de este hecho y ganaría los dos clásicos jugados en ese año, el primero lo ganaría por 2-1, y el segundo lo haría por 2-0. Lastimosamente no le ha alcanzado por ascender a Primera División, logro que el Sportivo Luqueño si ha podido alcanzar tras ser subcampeón del certamen.